# Desi Slava
Desi Slava Ivanova Doneva (Десиcлава Иванова Донева; 7 de marzo de 1979, Radnevo), más conocida como Desi Slava, es una cantante Búlgara.

## Biografía

### Inicios
Su carrera empezó desde muy joven. Ganó su primer premio a los 14 años, cuando ya participaba en concursos juveniles de música folclórica. Teniendo en cuenta su formación autodidacta, recibió elogios por su talento natural y mérito interpretativo cantando folklore autóctono búlgaro. Después de formar parte a los 16 años de la conocida orquesta Rádnevo y ser solista de la misma, consigue llamar la atención de Valkana Stoianova, cantante folklórica de gran renombre, que a lo largo de varios meses le imparte clases y le enseña la técnica de los cantos autóctonos. 
En 1996, con 17 años, consigue su primer gran premio participando en el festival-concurso “Valkana Stoianova”. Allí obtiene el primer puesto por voto unánime a pesar de haber tenido que competir con representantes del Conservatorio y las escuelas folklóricas más prestigiosas.
A los 18 años la mayor casa discográfica, Payner Music, le propone contrato y en 1998 editan su primer álbum en solitario “Niamam problemi” (No tengo problemas). El género es el más popular y solicitado hasta hoy día en Bulgaria: el popfolk, y DesiSlava es autora de 5 de los 11 temas incluidos. 

### Éxito
El gran éxito le llega al año siguiente con su segundo álbum. Editado en 1999, “Ezi-tura” (Cara y cruz) incluye una de las canciones más emblemáticas del popfolk “Mazhete vsichko iskat” (Los hombres lo quieren todo), pero también aparece una diversidad estilística - comprendida entre popfolk, pop, dance - que más adelante se acentuará en toda su música. Después siguen una serie de premios de prestigiosos festivales y otro álbum en el 2001 llamado “Za vinagi” (Para siempre), del que forma parte también el superéxito “Beli noshti” (Noches en blanco), que años después será reconocido como Éxito de la década. Tras una pausa profesional de un año, durante el cual reside en los Estados Unidos, en el 2002 sale el álbum “Misteria” (Misterio), atacando nuevamente las listas musicales y DesiSlava ya se consolida como una de las artistas de más renombre en Bulgaria. En estos primeros años de su carrera, Desi, llamada por los medios musicales “la voz angelical”, ya ha logrado obtener todos los premios y condecoraciones que un artista puede desear a nivel nacional, habiendo sido galardonada como Artista del Año y ganadora varias veces en categorías como Álbum del Año, Éxito del Año, Video del Año, etc. Es una época marcada por canciones inolvidables con récords en primeros puesto como “Mazhete vsichko iskat” (Los hombres lo quieren todo), “Beli noshti” (Noches en blanco), “Ezi-tura” (Cara y cruz), “Mila moia, mili moi” (Querida mía, querido mío), “Do tuk” (Hasta aquí), “Za vinagi” (Para siempre), “Zhadni za lubov” (Sedientas de amor), “Ptitsa skitnitsa” (Pájaro vagabundo), “Misteria” (Misterio), “Mezdu da i ne” (Entre un sí y un no), “Shte te varna” (Te haré volver), “Dve sartsa” (Dos corazones), “Samo edna” (Solo una), “Ne viarvam” (No creo), “Dumi dve” (Dos palabras), etc.

### Consolidación
En el 2003 decide abandonar la gran monopolista Payner que limitaba su libertad musical y creativa. A principio del año 2004, funda su propia discográfica NEWMUSIC STARS, reúne a su propio equipo de profesionales encabezado por su productor musical Yovko Petrov y edita un nuevo álbum, siendo ella misma productora. El trabajo lleva el nombre de “Liubovta e samo chuvstvo” (El amor es solo un sentimiento) y resulta muy innovador porque logra desenvolverse en todos los estilos que le gustan: popfolk, pop, dance, r&b, hip-hop, hasta elementos de soul y música latina. La canción piloto “Prosto zabravi” (Olvídate por completo), del compositor griego Angelos Saroglu, rápidamente se adueña de las listas musicales. Del álbum salen también superéxitos como la balada pop “Lazha” (Mentira), que más tarde también realiza en versión en castellano bajo el nombre de “Ficción”, “Badi dobro momche” (Sé un chico bueno), “Niama te do men” (No estás a mi lado). Es la época en la que por fin puede dar riendas a su creatividad artística. En las sesiones fotográficas también muestra su faceta y habilidad de transformarse ante la cámara. DesiSlava es la que dicta la moda y las tendencias positivas que muchos de sus colegas adoptan siguiendo su ejemplo. Ese mismo año realiza otro álbum en conjunto con uno de los personajes más llamativos, excéntricos y provocativos del popfolk búlgaro: Azis, el título es “Together” y los tema que encabezan las listas son “Zhaduvam” (“Ansío”), “Znam, che boli” (“Sé, que duele”), “Istinski shtastlivi” (Verdaderamente felices).
En el 2005 DesiSlava publica otro álbum, nuevamente con elementos innovativos y mezcla de estilos: “Goreshta sleda” (“Rastro ardiente”), en el que lanza una gran provocación hacia el público con “Ne si mi speshen” (No te necesito) y algunos temas bailongos como “Lo lo love me”, “Bailar sin final”, “Chudo” (Milagro). En el 2006 edita dos singles independientes que dominan las pisas de baile: uno popfolk en dúo con Azis “Kazvash, che me obichash” (Dices que me amas) y otro R&B con el rapero Igrata“Neshto po-taka” (Algo más especial). A finales del 2006 sale el álbum “Sladki sanishta” (“Dulces sueños”), que según críticos es el mejor que ha hecho hasta ese momento. Se trata de un trabajo ya muy refinado y con un estilo muy diferente a cualquiera que se haya realizado hasta ese momento en Bulgaria. Los temas son variados, musicalmente las influencias del popfolk son estilizada, la interpretación es compleja y diversifica con influencias orientales, pop, R&B, reguetón, rock... El álbum trae superéxitos como la balada “Niakoi den” (Algún día), “Nevazhmozhno e da sprem” (Es imposible que paremos), “Zamalchi” (¡Calla!) y “No soy tal mujer” con el cubanoAlfredo Torres, las muy amadas por el público Ne e iliusia (No es una ilusión), “Podkozhno” (Bajo la piel), Kazhi mi (Dime) ¡y la adorada “Ludost e” (Es una locura) que apunta al new-rock/heavy metal!, que se escuchan a lo largo de todo el año siguiente.
En el 2007 DesiSlava decide aceptar la invitación de participar en la versión VIP del Gran Hermano en Bulgaria. Rápidamente se convierte en la favorita de los espectadores, que día a día admiran su talento de improvisación musical y la muestra de su gran personalidad, superando las situaciones del día a día en la casa del Gran Hermano. La final crea polémicas impulsadas por su inesperada clasificación en segundo puesto, el público y los medios de comunicación indignados no paran de discutir el tema a lo largo de un mes tras el término del programa.
En el verano del mismo año edita el sencillo “Reggaeton i malko chalga” (Reguetón y un poco de chalga) y se une a la gira nacional de Los Cómicos - un grupo artístico formado por los 5 actores cómicos más destacados – en la que además de poner la parte musical, hace muestra de su sentido del humor participando en sketchs. La gira resulta muy exitosa, y miles de espectadores tienen la oportunidad de escuchar de nuevo en vivo sus maravillosas interpretaciones de folklore autóctono. En otoño el canal musical MAD TV decide iniciar en Bulgaria los conocidos MAD SECRET CONCERTS, que muestran a los artistas más destacados en facetas nuevas. Siendo la cantante más actual, DesiSlava acepta la invitación para hacer el primer concierto en el que logra sorprender a todo el mundo interpretando perfectamente canciones del repertorio de Sade, Lenny Kravitz, Christina Aguilera, Michael Jackson, Tina Turner, Aerosmith, Madonna, así como clásicos latinos y rusos, etc. En ese mismo periodo viaja a Londres para grabar su primera canción con el famoso productor John Themis, conocido por sus trabajos con estrellas mundiales, con el que inicia proyectos de escala internacional. Antes de Navidades edita el sencillo “100 mechti” (100 anhelos) haciendo nuevamente un guiño hacia el RnB y mostrando una vez más su polivalencia.
Actualmente en 2008, DesiSlava compagina su participación en el programa televisivo de gran éxito en Bulgaria Canta conmigo (Let´s Duet), con el trabajo en proyectos musicales para el mercado búlgaro, británico y español.

### Voz
Lo más importante para un cantante son su voz y sus canciones, y DesiSlava posee lo mejor de las dos casas. Sus trabajos siempre han llegado hasta los primeros puestos de las listas de música, siendo proclamados como superéxitos, y no dejan de sonar en las centenares de cadenas de radio y televisión de Bulgaria. 
Su voz es singular. Tiene la habilidad de interpretar una gran variedad de estilos, como: pop, etno-pop, soul, RnB, etc. El timbre de su voz es específico y muy cálido, mientras que su manera de interpretar destaca por el sentimiento y la dinámica. 
DesiSlava es autora de muchas de las letras y música de sus propias canciones, y la belleza de su interpretación vocal podría brindarle un puesto merecido entre los mejores cantantes de música pop en el mundo.

## Discografía

### Álbumes de estudio
- 1998 - Njamam problemi - No tengo problemas.
- 2000 - Ezi - Tura - Cara o cruz.
- 2001 - Zavinagi - Para siempre.
- 2002 - Misterija - Misterio.
- 2004 - Ljubovta e samo čuvstvo - El amor es solo un sentimiento.
- 2004 - Zaedno - juntos - con Azis.
- 2004 - The Best.
- 2005 - Gorešta sleda - Rastro ardiente.
- 2006 - Sladki sâništa - Dulces sueños.
- 2008 - Estoy Aquí (álbum inédito en español, filtrado en demo).
- 2009 - Poslušaj sârcteto si - Escucha tu corazón.
- 2011 - Slavatronika.

### Álbumes recopilatorios
- 2004 - The best of Desi Slava.
- 2005 - DesiSlava DVD.
- 2008 - Greatest Hits.